# Ephippiocarpa
Ephippiocarpa är ett släkte av oleanderväxter. Ephippiocarpa ingår i familjen oleanderväxter.
Kladogram enligt Catalogue of Life:
| Ephippiocarpa | \| \| Ephippiocarpa humilis \| \| \| \| \| \| Ephippiocarpa orientalis \| \| \| \| |
|               | \| \| Ephippiocarpa humilis \| \| \| \| \| \| Ephippiocarpa orientalis \| \| \| \| |
|               | Ephippiocarpa humilis                                                              |
|               |                                                                                    |
|               | Ephippiocarpa orientalis                                                           |
|               |                                                                                    |